# Uszarbaj
Uszarbaj (ros. Ушарбай) – wieś w Rosji, w Kraju Zabajkalskim, w rejonie mogojtujskim Agińskiego Okręgu Buriackiego. W 2010 liczyła 1114 mieszkańców, głównie Buriatów.